# Бойко Іван Миколайович
Іва́н Микола́йович Бо́йко (1919—2016) — представник української громади Бразилії, майстер-бандурист.

## З життєпису
Народився 1919 року в селі Конюхи (нині Тернопільського району ).
Член ОУН. 1942 року Іван потрапив на примусові роботи до Німеччини, де пробув до 1945-го. 1948 року з дружиною Ганною емігрував до Бразилії.
Працював на різних роботах, а з виходом на пенсію став виготовляти бандури.
42 роки прожив «особою без громадянства» — не мав документів про своє народження. Лише 1990 року отримав громадянство Бразилії.
Став героєм документального фільму бразильського режисера Гуту Пашко «Іван» («Iván: De Volta Para o Passado»; 2005) — у 2015—2016 роках показаний на кількох кінофестивалях та у кінотеатрах Бразилії — в Сан-Паулу, Ріо-де-Жанейро, Бразиліа. 2011 року демонстрований у Львові.
2010 року зміг відвідати Україну, зустріти сестру та її родину, впасти на коліна та поцілувати рідний поріг.
Помер 2016 року в Куритибі.

## Нагороди
- Відзнака Президента України — ювілейна медаль «25 років незалежності України» (22 серпня 2016) — за вагомий особистий внесок у зміцнення міжнародного авторитету Української держави, популяризацію її історичної спадщини і сучасних надбань та з нагоди 25-ї річниці незалежності України/[6]